# San Roque (Badajoz)
San Roque es un barrio situado en la zona este de Badajoz, en España, con 29.000 habitantes

## Historia
Barrio extramuros de Badajoz con 29.000 habitantes. Aunque se tiene conocimiento de pequeños asentamientos anteriores, el barrio de San Roque en sí, surgió a principios del siglo XX como uno de los primeros barrios extramuros de Badajoz. Fue creado en torno a una ermita bajo la advocación de este mismo santo, sobre unos terrenos cedidos por el Ejército.
A partir de 1912 el Ayuntamiento empezaría a urbanizarlos.
En 1927 se amplían los terrenos del barrio. El Ayuntamiento da derecho a edificar, pero mantiene la propiedad del suelo. Será desde la posguerra cuando el barrio comience a crecer de manera ordenada, siendo su arteria principal de comunicación la actual Avda. Ricardo Carapeto (antigua carretera Madrid). Este barrio tiene como particularidad principal estar formado en su mayoría por casas de una sola planta siendo un elemento diferenciador con respecto a otras zonas de la ciudad.
Celebra sus fiestas coincidiendo con la fiesta de su patrón San Roque el 16 de agosto. Otra fiesta muy arraigada en el barrio son las cruces de mayo (3 de mayo) y especial devoción popular tienen los santos titulares de la hermandad enclavada en la parroquia de San Roque. Aun así, la fiesta que más aceptación tiene y que concita a más población es el Entierro de la Sardina, acto principal con el que se cierra el Carnaval de Badajoz (fiesta de interés turístico internacional) y que se celebra todos los martes de carnaval y que cuenta entre otros actos con el reparto de sardinas por parte de la asociación de vecinos y de un gran desfile de comparsas, artefactos y grupos menores que pone el broche de oro todos los años al carnaval pacense.